# 関楠生
関 楠生（せき くすお、1924年7月15日 - 2014年7月3日）は、日本のドイツ文学者、超常現象研究者。東京大学・獨協大学名誉教授。正四位、瑞宝中綬章。

## 経歴

### 出生から修学期
1924年、ドイツ文学者・関泰祐の任地であった静岡県で生まれた。旧制武蔵高等学校を経て、東京大学独文科に進学。1946年に卒業。

### ドイツ文学者として
卒業後は教員となり、松本高等学校講師、水戸高等学校教授を務めた。1950年、千葉大学助教授に就いた。1952年、東京学芸大学助教授に転じた。1954年より1955年まで、ドイツ・ミュンヘン大学に留学し、帰国後の1956年に武蔵中学校・高等学校講師となった(1965年まで)。
1959年、東京大学教養学部助教授に就いた。1970年に同教授昇格。1985年に東京大学を定年退官し、名誉教授となった。その後は獨協大学教授として教鞭を執った。退任後、獨協大学名誉教授。2014年に死去。

## 研究内容・業績
専門はドイツ文学で、近現代文学。初期の翻訳ではトーマス・マンの『ファウストゥス博士』が知られるが、その後、児童文学、古代史を中心とする歴史読物を数多く翻訳した。特に1980年代後半からは歴史に関する読物、超常現象を扱う著書を刊行。
日本におけるドイツ文学の影響にも関心を持ち、2007年に高橋健二、秋山六郎兵衛、石中象治、鼓常良らのドイツ文学者がナチス時代にどのようにドイツの作家を評価していたかを考察した『ドイツ文学者の蹉跌』を出版した。

## 家族・親族
- 父の関泰祐はドイツ文学者。静岡高等学校教授などを務めた。
- 母の関みさをは国文学者。歌人。東京府立第一高等女学校で教諭を務めた。

## 著作

### 単著
- 『歴史名言集 世界編』ポプラ社 1968
- 『狂王伝説：ルートヴィヒ二世』河出書房新社 1987
- 『西洋史エピソード集』社会思想社(現代教養文庫) 1990
- 『ヒトラーと退廃芸術 〈退廃芸術展〉と〈大ドイツ芸術展〉』河出書房新社 1992
- 『世にも不思議?! 信じられない本当の話』同文書院 1993
- 『世界の不思議・超常事件 この先、ミステリー領界』同文書院 1993
- 『ドイツ名作が面白い ゲーテから、カフカまで』同文書院 1994
- 『白バラ：反ナチ抵抗運動の学生たち』清水書院 1995
- 『超常現象：解明できない戦慄の真実』PHP研究所 1996
- 『グリム童話の仕掛け』鳥影社 1997
- 『ドイツ文学者の蹉跌』中央公論新社 2007

### 訳書
- 『ファウスト博士』トーマス・マン、関泰祐共訳、岩波書店 1952-1954
  - 文庫化 岩波文庫(全3巻) 1974
- 『エジプト王陵の秘密』メノー・ホルスト著、みすず書房 1960
- 『贋作者・商人・専門家』ゼップ・シュラー著、河出書房新社 1961
  - 改題『フェイクビジネス』小学館文庫 1998
- 『世界城塞物語』エーゴン・アイス著、辻瑆・内垣啓一共訳、河出書房新社 1962
- 『マゼラン / アメリゴ』(ツヴァイク全集) シュテファン・ツヴァイク著、河原忠彦共訳、みすず書房 1962
  - 新版 1980年
  - 全集組入 『ツヴァイク伝記文学コレクション』みすず書房 1998
  - 電子出版 『マゼラン』グーテンベルク21 2016
- 『ヒトラーとナチス 第三帝国の思想と行動』ヘルマン・グラッサー著、社会思想社(現代教養文庫) 1963
  - 文庫化改題『ドイツ第三帝国』中公文庫 2008
- 『さまよえる湖』スヴェン・ヘディン著、白水社、1964
  - 新版 2005年
- 『知と愛について ドイツ作家の言葉』訳編、現代教養文庫 1965
- 『マリー・アントワネット』シュテファン・ツヴァイク、河出書房新社・世界文学全集） 1965
  - 文庫化 河出文庫
  - 電子書籍化 グーテンベルク21 2016
- 『火のくつと風のサンダル』ウルズラ・ウェルフェル（英語版）著、学習研究社 1966
- 『こんにちはスザンナ』ウルズラ・ウェルフェル著、学習研究社 1967
- 『死の艦隊：マゼラン航海記』ホルスト著、学習研究社 1969
- 『小さなホセとロバの旅』ギュンター・フォイステル著、岩波書店 1969
- 『たたかう灰色ネコ』スヴェン・フレロン著、ポプラ社 1969
- 『赤ギツネのおやこ』スヴェン・フレロン著、ポプラ社 1969
- 『消えたエリーネ号』ミープ・ディークマン（英語版）著、ポプラ社 1970
- 『魔法のぼうしはどこ?』ルードルフ・ノイマン著、学習研究社 1970
- 『白バラ抵抗運動の記録 処刑される学生たち』クリスティアン・ペトリ著、未來社 1971
- 『氷島のロビンソン』クルト・リュートゲン著、学習研究社 1970
- 『謎の北西航路』リュートゲン著、福音館書店 1971
- 『白いコンドル』リュートゲン著、学習研究社 1972
- 『アルプスの少女』ヨハンナ・スピリ著、学習研究社 1973
  - 文庫化 童心社(フォア文庫)
- 『動物寓話集』ブックマン社 1974
- 『食人の世界史』クリスチアン・シュピール（ドイツ語版）著、講談社 1974
- 『迷宮に死者は住む クレタの秘密と西欧の目覚め』ハンス・ゲオルク・ヴンダーリヒ（英語版）著、新潮社 1975
- 『フェニキア人：古代海洋民族の謎』ゲルハルト・ヘルム著、河出書房新社 1976
- 『海洋の道：考古学的冒険』トール・ヘイエルダール,カール・イェトマル編、白水社 1976
  - 新版 1999年
- 『こわがりやのおばけ』ディーター・グリム著、講談社 1977
  - 文庫化 青い鳥文庫
- 『古代への情熱」シュリーマン自伝』シュリーマン著、新潮文庫 1977
  - 改版 2004年
- 『いたずらっ子といたずらヤギ』ウルズラ・ウェルフェル（英語版）著、学習研究社 1978
- 『こわがりやのおばけアメリカへいく』ディーター・グリム著、講談社 1978
  - 文庫化 青い鳥文庫
- 『ドイツ・ジョーク集』編著、実業之日本社 1979
- 『愛の一家』ザッパー、集英社(子どものための世界名作文学) 1979
- 『ケルト人：古代ヨーロッパ先住民族』ゲルハルト・ヘルム（英語版）著、河出書房新社 1979
- 『ヒトラー・ジョーク ジョークでつづる第三帝国史』アレクサンデル・ドロジンスキー著、河出書房新社 1980
- 『ププさんとふしぎなおうむ』ディルク・グートツァイト著、関みなみ共訳、講談社(世界のメルヘン) 1980
- 『わんぱくジョーク』編訳、河出文庫 1981
- 『古代クレタ文明：エーゲ文明の謎』ハンス・パルス著、小川超共訳、佑学社 1981
- 『過去の謎 現代考古学の冒険』クルト・ベネシュ（英語版）著、社会思想社 1982
- 『中世への旅：農民戦争と傭兵』ハインリヒ・プレティヒャ（ドイツ語版）著、白水社 1982
  - 選書化 白水Uブックス 2023
- 『中世への旅 都市と庶民』ハインリヒ・プレティヒャ著、白水社 1982
  - 新版 2002年
  - 選書化 白水Uブックス 2023
- 『世界風俗史』ハインリヒ・プレティヒャ（ドイツ語版）著、河出書房新社 1983
  - 文庫化(全3巻) 河出文庫
- 『西洋史こぼれ話』H.C.ツァンダー、社会思想社(現代教養文庫) 1984
- 『クレイジー・ジョーク』編訳、河出文庫 1984

### ハンス・バウマンの作品
- 『草原の子ら ジンギス・カンの孫たち』ハンス・バウマン著、岩波少年文庫 1957
- 『たいようの小馬』ハンス・バウマン著、学習研究社 1965
- 『ペルーの神々と黄金』バウマン著、学習研究社 1970
- 『神々の橋をもとめて』バウマン著、学習研究社 1971
- 『屋根の上の回転木馬』(こどもの世界文学 ドイツ編4) バウマン著、講談社 1972
- 『イーカロスのつばさ』バウマン著、岩波書店 1979

### ヘルマン・シュライバーの作品
- 『道の文化史：一つの交響曲』ヘルマン・シュライバー（英語版）著、岩波書店 1962
- 『羞恥心の文化史：腰布からビキニまで』ヘルマン・シュライバー著、河出書房新社 1973
- 『ヴェネチア人：沈みゆく海上都市国家史』ヘルマン・シュライバー著、河出書房新社 1985
- 『古代ローマへの道』ヘルマン・シュライバー著、河出書房新社 1989
- 『ドイツ怪異集：幽霊・狼男・吸血鬼…』シュライバー著、社会思想社(現代教養文庫) 1989

### ヘンリー・ウィンターフェルトの作品
- 『リリパット漂流記』ヘンリー・ウィンターフェルト（英語版）著、学習研究社 1967
- 『カイウスはばかだ』ウィンターフェルト著、学習研究社） 1968
  - 文庫化 福武文庫
- 『星からきた少女』ウィンターフェルト著、学習研究社 1969
- 『ポニーテールは王女さま』ウィンターフェルト著、学習研究社 1969
- 『カイウスはひらめいた』ウィンターフェルト著、学習研究社 1970